# Arçonnay
Arçonnay és un municipi francès situat al departament del Sarthe i a la regió de País del Loira. L'any 2007 tenia 1.907 habitants.

## Demografia

### Població
El 2007 la població de fet d'Arçonnay era de 1.907 persones. Hi havia 710 famílies de les quals 148 eren unipersonals (40 homes vivint sols i 108 dones vivint soles), 275 parelles sense fills, 263 parelles amb fills i 24 famílies monoparentals amb fills.
La població ha evolucionat segons el següent gràfic:
Habitants censats

### Habitatges
El 2007 hi havia 755 habitatges, 725 eren l'habitatge principal de la família, 5 eren segones residències i 24 estaven desocupats. 674 eren cases i 79 eren apartaments. Dels 725 habitatges principals, 543 estaven ocupats pels seus propietaris, 165 estaven llogats i ocupats pels llogaters i 18 estaven cedits a títol gratuït; 3 tenien una cambra, 44 en tenien dues, 86 en tenien tres, 210 en tenien quatre i 383 en tenien cinc o més. 617 habitatges disposaven pel capbaix d'una plaça de pàrquing. A 296 habitatges hi havia un automòbil i a 380 n'hi havia dos o més.

### Piràmide de població
La piràmide de població per edats i sexe el 2009 era:
| Homes | Edats   | Dones |
| ----- | ------- | ----- |
| 0     | 95 o +  | 0     |
| 0     | 90 a 94 | 4     |
| 4     | 85 a 89 | 16    |
| 4     | 80 a 84 | 8     |
| 20    | 75 a 79 | 28    |
| 24    | 70 a 74 | 16    |
| 44    | 65 a 69 | 40    |
| 64    | 60 a 64 | 72    |
| 48    | 55 a 59 | 52    |
| 76    | 50 a 54 | 56    |
| 108   | 45 a 49 | 100   |
| 48    | 40 a 44 | 76    |
| 80    | 35 a 39 | 68    |
| 32    | 30 a 34 | 84    |
| 64    | 25 a 29 | 28    |
| 64    | 20 a 24 | 40    |
| 57    | 15 a 19 | 40    |
| 56    | 10 a 14 | 88    |
| 60    | 5 a 9   | 76    |
| 52    | 0 a 4   | 36    |

## Economia
El 2007 la població en edat de treballar era de 1.268 persones, 844 eren actives i 424 eren inactives. De les 844 persones actives 789 estaven ocupades (417 homes i 372 dones) i 55 estaven aturades (18 homes i 37 dones). De les 424 persones inactives 151 estaven jubilades, 193 estaven estudiant i 80 estaven classificades com a «altres inactius».

### Ingressos
El 2009 a Arçonnay hi havia 724 unitats fiscals que integraven 1.843 persones, la mediana anual d'ingressos fiscals per persona era de 19.671 €.

### Activitats econòmiques
Dels 126 establiments que hi havia el 2007, 2 eren d'empreses extractives, 2 d'empreses alimentàries, 1 d'una empresa de fabricació de material elèctric, 4 d'empreses de fabricació d'altres productes industrials, 13 d'empreses de construcció, 57 d'empreses de comerç i reparació d'automòbils, 5 d'empreses de transport, 5 d'empreses d'hostatgeria i restauració, 1 d'una empresa d'informació i comunicació, 6 d'empreses financeres, 8 d'empreses immobiliàries, 14 d'empreses de serveis, 2 d'entitats de l'administració pública i 6 d'empreses classificades com a «altres activitats de serveis».
Dels 25 establiments de servei als particulars que hi havia el 2009, 3 eren oficines bancàries, 5 tallers de reparació d'automòbils i de material agrícola, 1 paleta, 1 guixaire pintor, 5 fusteries, 2 lampisteries, 1 electricista, 2 perruqueries, 4 restaurants i 1 tintoreria.
Dels 35 establiments comercials que hi havia el 2009, 1 era un hipermercat, 1 un supermercat, 2 grans superfícies de material de bricolatge, 2 fleques, 2 carnisseries, 1 una botiga de congelats, 1 una llibreria, 11 botigues de roba, 2 botigues d'equipament de la llar, 3 sabateries, 1 una botiga d'electrodomèstics, 3 botigues de mobles, 2 botigues de material esportiu, 1 una botiga de material de revestiment de parets i terra, 1 una perfumeria i 1 una joieria.
L'any 2000 a Arçonnay hi havia 5 explotacions agrícoles.

## Equipaments sanitaris i escolars
L'únic equipament sanitari que hi havia el 2009 era una farmàcia.
El 2009 hi havia una escola elemental.

## Poblacions més properes
El següent diagrama mostra les poblacions més properes.